# Johan Frederik Blix Oppen
Johan Frederik Blix Oppen (født 5. februar 1766 i Østerdalen i Norge, død 20. januar 1826) var en dansk-norsk officer.

## Uddannelse
14 år gammel mistede han sin fader, kaptajn Christoffer Oppen (1732-1780), og da moderen, Anne Jørgensdatter født Houmb, ikke havde formue, måtte Oppen under trange kår gennemgå den militære skole i Christiania. Han dimitteredes 1786 og erholdt medaljen for dyd og flid; han var derfor naturlig blandt de udvalgte, der skulle gøre tjeneste i København.

## Karriere
Han ansattes som fændrik ved Arveprins Frederiks Regiment og blev 1788 sekondløjtnant. Da de lette afdelinger blev oprettet 1. januar 1790, kom han til 1. sjællandske bataljon, hvor han året efter blev premierløjtnant og 1801 kaptajn. Det økonomiske tryk, hvorunder han levede, førte ham til at gøre sine anlæg for matematik og korttegning frugtbringende ved arbejde i Rentekammeret og for forstvæsenet; han opmålte således, 1795-1800 de største kongelige skove og indgav derefter sammen med overførster Wilhelm Bernhard von Linstow forslag til skovenes fremtidige behandling. Netop som tanken om at gå over i forstfaget var kommet op i ham, traf kronprinsen (Frederik VI) bestemmelse om hans anvendelse. Oppens ualmindelige kendskab til Danmarks forskellige egne ønskede kronprinsen nemlig at udbytte til fordel for Hæren; som adjudant hos kronprinsen fik Oppen da det særlige hverv at tilvejebringe kort til brug under de årlige større troppeøvelser. Samtidig underviste han i opmåling og korttegning, indgav afhandlinger herover til Videnskabernes Selskab, konstruerede matematiske instrumenter og optrådte som lærer for telegrafisterne under General-Postdirektoriet. Fra 1801 var han tillige leder af den optiske telegraf, der hidtil kun havde bestået i den af general Ernst Frederik von Waltersdorff etablerede forbindelse mellem Sjælland og Fyn, men som Oppen nu udvidede.

### I fangenskab
Oppen deltog ikke aktivt i nogen krigsbegivenhed, og dog faldt det i hans lod at komme i fangenskab. Han var nemlig 6. november 1806 sammen med adjudanterne Ferdinand Bauditz og Frederik Carl Ferdinand Grüner på rekognoscering i Holsten, da franskmændene under forfølgning af de oprevne preussere trængte ind over den danske grænse og bortførte Oppen og hans kammerater til Lübeck.

### Ved Generalstaben
Ved Generalstabens oprettelse 1808 blev Oppen forsat til den som major; samme år blev han oberstløjtnant og 1812 generaladjudantløjtnant. Han var stadig i kongens stab, således da Hæren i december 1813 koncentreredes på Fyn, og da kongen opholdt sig på Sprogø fra 1.-5. februar 1814. Oppen blev kammerherre 1815, oberst 1816, generalkvartermester-løjtnant 1823 og Kommandør af Dannebrogordenen 1824. Han døde 20. januar 1826; hans gravskrift siger, at han var "sin Konges trofaste og dueligste Tjener, sanddru i Ord, brav og redelig i Vandel, bestandig i Venskab og velgjørende i det skjulte".
Han havde 22. maj 1820 ægtet Nicoline Antoinette Seehuus (9. oktober 1775 - 20. maj 1822). 